# مغامرات أوجي مارش
مغامرات أوجي مارش هي رواية خيالية بقلم ساول بيلو، نشرها في عام 1953 بواسطة فايكينغ بريس. تدور حول أوجي مارش الذي نشأ خلال فترة الكساد الكبير وهو مثال على رجل العصابات، تتابع تطور الفرد من خلال سلسلة من اللقاءات والمهن والعلاقات من الصبا إلى الرجولة. حازت مغامرات أوجي مارش على جائزة الكتاب الوطني الأمريكي لعام 1954 للخيال. أدرجتها كل من مجلة تايم ولوحة المكتبة الحديثة كواحدة من أفضل مئة رواية في اللغة الإنجليزية.

## الرواية
عندما منحت الأكاديمية السويدية جائزة نوبل في الأدب لـ بيلو عام 1976، أشار بيانهم الصحفي إلى أن رواياته -بما في ذلك أوجي مارش- تستخدم أسلوبًا غريبًا يعود إلى أقدم أصول الرواية الأوروبية. ومع ذلك، وفقًا للأكاديمية، يستخدم بيلو هذا الشكل التقليدي العرضي للتحقيق في المخاوف الحديثة: «المضاعفات الخارجية والداخلية التي تدفعنا إلى العمل، أو تمنعنا من التمثيل، والتي يمكن أن تسمى معضلة عصرنا». مع مؤامرة معقدة وأسلوب ملموس، يستكشف مواضيع متناقضة من الاغتراب والانتماء والفقر والثروة والحب والخسارة، مع نغمات هزلية في كثير من الأحيان.
يمكن أن يقال إن بطلها يمثل كل شخص حديث، فرد يكافح من أجل فهم عالم منفّر وينجح فيه. كما أن الرواية خاصة بالشريعة الأدبية الأمريكية من حيث أنها تحتفل بقدرة الفرد على التقدم في المجتمع من خلال لا شيء سوى «حظه» و«حيلته». ذُكرت هذه الفكرة صراحة في الافتتاحية وأشهر خطوط الرواية، حيث يعرّف الراوي نفسه بأنه أمريكي. كان هذا فعلًا مهمًا من تعريف الذات للمؤلف والراوي، كلاهما مهاجر إلى أمريكا. كما أنها ترسي المعنى المزدوج لـ «أمريكا» في الرواية: أي «أمريكا» المادية والسياسية، وكذلك «الأمريكية» الأكثر رمزية كحالة ذهنية.

## حبكة القصة
تصف القصة نمو أوجي مارش من الطفولة إلى نضج مستقر إلى حد ما. أوجي، مع شقيقه سيمون وجورج الشاذ عقليًا، دون أب، وتربيتهما من قبل والدتهما التي فقدت بصرها، الشبيهة بالجدة في ظروف متواضعة للغاية في الأجزاء الوعرة من شيكاغو. يتنقل أوجي من حالة إلى أخرى بطريقة حرة الحركة – من حيث الوظائف والنساء والمنازل والتعليم وأسلوب الحياة.
يبدو أن مسار أوجي مارش هو من صنعه جزئيًا ويأتي جزئيًا من خلال الصدفة. في نمط حياته، يتراوح من شبه مُتبنى من قبل زوجين ثريين يفسدانه، إلى صراع من أجل الوجود بسرقة الكتب ومساعدة الأصدقاء في ضائقة يائسة. مغامرته الأكثر غرابة هي رحلته إلى المكسيك مع ثيا إلى البرية التي لا يمكن كبحها والتي تحاول الإمساك بالسحالي بنسر. تحاول ثيا إقناع أوجي بالانضمام إليها في هذه المهمة التي تبدو مستحيلة.
تشمل وظائفه المساعدة العامة لـ إينهورن الفاسد قليلاً، والمساعدة في صالون لتدريب الكلاب، والعمل لصالح أخيه في عمليات التعدين، والعمل في كونغرس المنظمات الصناعية حتى ينضم أخيرًا إلى البحرية التجارية في الحرب.
ينجذب أوجي إلى سلسلة من النساء المختلفات. أولاً، إحدى معارفه غير العاديين عندما كان شابًا، كانت مخطوبة إلى ابن عم ثري لزوجة شقيقه. ومع ذلك، من خلال فضيحة لا ذنب له بها، يتم نبذه. بعد علاقة غرامية مع صوفي، خادمة فندق يونانية، يقيم علاقة مع ثيا، التي قابلها عندما كان يعيش مع الأغنياء رينلينجز الذين توقعوا علاقتهما على الرغم من أنه أحب أختها. بعد الفشل الذريع في المكسيك، حيث يتعرض لحادث مروع على حصان، يبدأ هو وثيا بالانحراف. يمضي وقته في لعب الورق ويبحث عن الثعابين والسحالي في الجبال. يأتي تفرقهما المحتوم في الليلة التي يوافق فيها على نقل امرأة أخرى، ستيلا، إلى بلدة أخرى هربًا من صديقها المضطرب. بعد الانفصال، يعود أوجي إلى شيكاغو مع صوفي التي تنضم إلى البحرية التجارية وتتوجه إلى نيويورك. وهناك يلتقي بستيلا مرة أخرى ويتزوجها.
طوال فترة قراءة الكتاب، يتم تشجيع أوجي على التعليم، ولكن يبدو أنه لا يفعل ذلك أبدًا. يقرأ الكثير بنفسه ويطور فلسفة الحياة. يميل شيء ما أو شخص ما إلى الظهور دائمًا، ويغير مساره قبل أن يفكر أوجي بجدية في العودة إلى التعليم.
خلال الحرب، تغرق سفينته ويعاني من حادثه صعبة في قارب نجاة مع رجل يتبين أنه مجنون. بعد الإنقاذ، يعود إلى ستيلا وينتهي الكتاب بعيشهم المريب قليلاً في فرنسا، ومشاركته ببعض الصفقات التجارية المشبوهة إلى حد ما ومحاولته متابعة مهنته في التمثيل.

## الأهمية والنقد الأدبي
من بعض النواحي، يُنظر إلى مغامرات أوجي مارش على أنها تبديد للفكرة التقليدية لبطل أمريكي. إنه "الأمريكي الذي يلاحَق بعد استكشاف الذات". وقد حصل على خلفية شائعة من الأبطال في القصص الأمريكية الملهمة. "ينحدر من عائلة فقيرة، ولا يعرف هوية والده، ويرفض أن يعلق في ثياب راقية أو مكانة اجتماعية أو ثروة" ولديه الكثير من "الصفات البطولية" مثل ذكائه والرحمة والملاحظة الواضحة. ومع ذلك، على الرغم من هذه المزايا، لا يعيش أوجي حقًا في حياة البطل. ليس لديه التزامات خاصة به، ويتماشى مع الخطط والمخططات التي يضعها الآخرون. لا يقرر أبدًا ما يريد فعله بنفسه و"يختبر حماسًا عميقًا مرتين فقط في الرواية: يقع في الحب مرتين... التجربة الأولى تفشل تمامًا؛ والثانية مع انتهاء الرواية، تفشل أيضًا. يجد كل مَن حول أوجي قدراً أكبر من النجاح منه لأنهم يلتزمون ببعض السعي أو الهدف، حتى لو لم يكن الأكثر نبلاً. في النهاية، على الرغم من أن أوجي يملك كل فرصة للنجاح في العالم، إلا أنه لا يفعل ذلك أبدًا لأنه يرفض الانخراط في هذا العالم، وبدلاً من ذلك يستمر في ملاحقة "المصير الأفضل" الغامض الذي أقنع نفسه بأنه يستحقه. من خلال هذا الحوار يكوّن قضيته: العقل الحاد والمثل النقية لا قيمة لها إذا لم تقترن بالسعي النشط وفهم واضح لعلاقة المرء بالآخرين.
أُعلن عن الرواية على نطاق واسع على أنها كلاسيكية من الأدب الأمريكي، وقد عُدّت الرواية واحدة من أفضل مئة 100 رواية في اللغة الإنجليزية من قبل مجلة التايم (الأفضل في تاريخ مجلة التايم، 1923 إلى 2005) والمكتبة الحديثة كواحدة من أفضل مئة رواية في اللغة الإنكليزية.